# Gokseong
Gokseong (bra: O Lamento) é um filme de terror de 2016 dirigido por Na Hong-jin. O filme é centrado em um policial que investiga uma série de assassinatos e doenças misteriosas em uma remota vila coreana chamada Gokseong para salvar sua filha. O filme foi um sucesso comercial e de crítica.
No Brasil, foi lançado nos cinemas pela California Filmes em 22 de dezembro de 2016. Em outubro de 2021, a California Filmes iniciou a pré-venda no Brasil da edição limitada e definitiva do filme em Blu-ray em parceria com a Versátil Home Vídeo, que foi lançado exclusivamente na loja virtual Versátil HV em fevereiro de 2022.

## Elenco
- Kwak Do-won como Jong-goo
- Hwang Jung-min como Il-gwang
- Chun Woo-hee como Moo-myung
- Jun Kunimura como um japonês estranho
- Kim Hwan-hee como Hyo-jin
- Seu Jin
- Jang So-yeon como esposa de Jong-goo
- Kim Do-yoon como Yang I-sam
- Son Gang-guk como Oh Seong-bok
- Park Seong-yeon como Kwon Myeong-joo
- Kil Chang-gyoo como Park Choon-bae
- Jeon Bae-soo como Deok-gi
- Jeong Mi-nam como Heung-gook
- Choi Gwi-hwa como Byeong-gyoo
- Baek Seung-cheol como amigo
- Kwon Hyeok-joon como amigo
- Park Chae-I como amigo
- Kim Gi-cheon
- Yoo Soon-woong como chefe de polícia
- Jo Han-cheol como detettive 1
- Kim Song-il como Polícia
- Bae Yong-geun como Polícia
- Im Jae-il como Polícia
- Lee In-cheol como pai
- Jo Seon-joo
- Lee Chang-hoon como Doutor
- Kim Ji-won como enfermeira

## Recepção
No agregador de críticas Rotten Tomatoes, que categoriza as opiniões apenas como positivas ou negativas, o filme tem um índice de aprovação de 99% calculado com base em 82 comentários dos críticos que é seguido do consenso: "The Wailing oferece um mistério atmosférico e inteligentemente construído, cujas emoções sobrenaturais mais do que justificam sua imponente extensão". Já no agregador Metacritic, com base em 19 opiniões de críticos que escrevem em maioria para a imprensa tradicional, o filme tem uma média aritmética ponderada de 81 entre 100, com a indicação de "aclamação universal".